# Judy Gingell
Pour les articles homonymes, voir Gingell.
Judy Gingell (née le 26 novembre 1946) est une femme autochtone et politique canadienne du Yukon. Elle est commissaire du Yukon de 1995 à 2000.

## Biographie
Née à Moose Lake au Yukon, Gingell est la fondatrice et directrice de la Yukon Native Brotherhood en 1969. Durant les années 1970 et 1980, elle siège au conseil exécutif du Yukon Indian Women's Association avant de fonder et diriger le Northern Native Broadcasting (en). En 1980, elle est élue au Yukon Indiann Development Corporation et siège également comme présidente du Council for Yukon Indians de 1989 à mai 1995.
Nommée commissaire du Yukon le 23 juin 1995, elle est la première membre issue des Premières Nations à occuper ce poste. Elle se retire en septembre 2000.
Candidate du Parti libéral du Yukon dans la circonscription de McIntyre-Takhini lors de l'élection de 2002, elle est défaite par John Edzerza du Parti du Yukon.
Fait membre de l'Ordre du Canada en 2009 pour sa contribution, durant quatre décennies, pour faire la promotion et l'avancement des droits des Premières Nations dans la gouvernance du Yukon, elle devient également membre de l'ordre du Yukon (en) en 2019,.

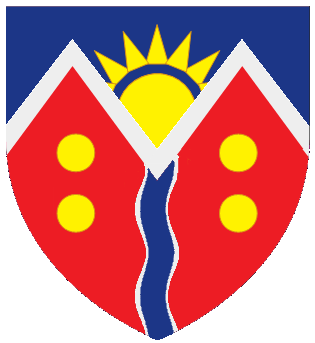
Armoirie de Judy Gingell